# Powiat Rétság
Powiat Rétság (węg. Rétsági járás) – jeden z sześciu powiatów komitatu Nógrád na Węgrzech. Siedzibą władz jest miasto Rétság.

## Miejscowości powiatu Rétság
- Alsópetény
- Bánk
- Berkenye
- Borsosberény
- Diósjenő
- Felsőpetény
- Horpács
- Keszeg
- Kétbodony
- Kisecset
- Legénd
- Nagyoroszi
- Nézsa
- Nógrád
- Nógrádsáp
- Nőtincs
- Ősagárd
- Pusztaberki
- Rétság
- Romhány
- Szátok
- Szendehely
- Szente
- Tereske
- Tolmács